# Векслер, Юлиан Абрамович
Юлиан Абрамович Векслер (род. 14 марта 1934, Луганск, Сталинская область) — советский, казахский, позже немецкий учёный-механик, доктор технических наук (1973), профессор (1974).

## Биография
Окончил Московский горный институт в 1957 г. В 1957—1961 годах горный мастер, помощник главного инженера шахты 31-бис комбината «Карагандауголь». В 1964—1992 годах старший преподаватель, доцент, профессор, заведующий кафедрой КарПТИ, с 1979 года заведующий лабораторией Института сейсмологии АН Казахстана. С 1995 года руководитель проекта «Геомеханика» фирмы Marco Systemanalyse und Entwicklung GmbH, Германия.
Основные научные труды и изобретения посвящены механике горных пород: расчёту больших деформаций ползучести горных пород, теории инициирования динамических явлений в породном массиве. Более 100 научных публикаций, 72 авторских свидетельств на изобретения.
Лауреат Государственной премии Казахской ССР (1974).